# 황주군
황주군(黃州郡)은 조선민주주의인민공화국의 황해북도 서북단에 있는 군이다.

## 지리
황해도의 북부에 위치하여 북쪽으로는 평양직할시 중화군과 접한다. 내부로는 언진산맥의 말단이 도계 및 중부에 미치고, 남쪽으로는 정방산맥이 뻗어 자비산(691ｍ)·군장봉(534ｍ)·정방산(480ｍ) 등 여러 산이 솟아있으며 사리원시와 봉산군과 만난다, 서쪽으로는 대동강 하류와 재령강이 자연경계를 이루는데 송림시와도 만난다. 동쪽에는 연탄군과 접한다. 황주천(99.6km)이 황주군 중앙부를 서쪽으로 관류하여 대동강에 합류한다. 면적은 873km2이다.
남부의 언진산맥을 제외하면 준평원 지대이다. 석회암의 잔류토인 테라로사가 강수량이 적은 약점을 보충하여, 벼농사가 성행한다.
연평균 기온은 10.2°C이고 1월 평균 기온은 -7°C, 8월 평균 기온은 25.6°C이다. 연평균 강수량은 1,100mm이다.

## 역사
| Daedongyeojido (Gyujanggak) 10-05.jpg | Daedongyeojido (Gyujanggak) 10-04.jpg |
| Daedongyeojido (Gyujanggak) 11-05.jpg | Daedongyeojido (Gyujanggak) 11-04.jpg |

고조선 이후 낙랑군 시대는 함자현(含資縣)이 되고, 고구려 때는 동홀(冬忽)로 되었으며, 신라 헌덕왕(憲德王) 때 취성군으로 고치고 고려 초에 황주로 되었다. 983년(고려 성종 2년) 처음으로 십이목(十二牧)을 두었는데 이 때, 황주에 황주목(黃州牧)을 두었다. 이어서 절도사를 두어 황주 천덕군(天德軍)이라 칭하여 관내도(關內道)에 속하였다. 그 후 현종 때 안무사로 고쳤다가 다시 목이 되어 서해도에 속하고, 원종 때 원(元)의 동녕부에 속하여 원(元)의 영토가 되었다. 공민왕 때 수복되고 조선 세조 때 진을 두어 2도호부 6군 5현을 관할해 오다가 1895년 평양부(平壤府)소관으로 옮겨졌다. 그 후 1896년 황해도로 다시 환원되고 1917년 송림면 일부를 겸이포면으로 하여 지정면(指定面)으로 하였으며, 1931년 이를 읍으로 승격하고, 1939년 황주면이 읍으로 승격하였다.
1931년에는 대동강에 접한 항만과 제철 산업을 중심으로 번창한 겸이포가 송림면에서 분리돼 겸이포읍으로 승격하였다. 이로부터 5년 후인 1939년 10월 1일 황주면이 황주읍으로 승격하였다. 1942년에는 송림면 전부와 삼전면·구성면의 일부가 겸이포읍에 편입되었다.
| 조선총독부령 제104호            |               |
| 구 행정구역                     | 신 행정구역   |
| 송림면 일원                     | 겸이포읍 일부 |
| 삼전면 외송리 일부              | 겸이포읍 일부 |
| 구성면 룡두리 일부, 죽대리 일부 | 겸이포읍 일부 |
1946년 9월에는 겸이포읍과 황주읍이 각각 송림면과 황주면으로 개칭되었고, 1947년 6월에는 송림면이 송림시로 승격·분리되었다. 1952년 12월엔 황주면, 주남면, 청룡면, 삼전면, 영풍면, 구성면, 청수면, 흑교면과 천주면의 11개 리, 평안남도 중화군 중화면의 1개 리를 합병해 황주군(황주읍, 25개 리)을 구성하였다.

## 군사
황주 공군기지가 위치하며, 5 km 떨어진 곳에 황주 미사일 기지가 있다.

## 행정 구역
| 황주읍의 부군면 통폐합 | 황주읍의 부군면 통폐합 | 황주읍의 부군면 통폐합 | 황주읍의 부군면 통폐합 | 황주읍의 부군면 통폐합 | 황주읍의 부군면 통폐합 | 황주읍의 부군면 통폐합 | 황주읍의 부군면 통폐합 | 황주읍의 부군면 통폐합 | 황주읍의 부군면 통폐합 | 황주읍의 부군면 통폐합 | 황주읍의 부군면 통폐합 | 황주읍의 부군면 통폐합 | 황주읍의 부군면 통폐합 | 황주읍의 부군면 통폐합 | 황주읍의 부군면 통폐합 | 황주읍의 부군면 통폐합 | 황주읍의 부군면 통폐합 | 황주읍의 부군면 통폐합 | 황주읍의 부군면 통폐합 |
| ---------------------- | ---------------------- | ---------------------- | ---------------------- | ---------------------- | ---------------------- | ---------------------- | ---------------------- | ---------------------- | ---------------------- | ---------------------- | ---------------------- | ---------------------- | ---------------------- | ---------------------- | ---------------------- | ---------------------- | ---------------------- | ---------------------- | ---------------------- |
| 1912년                 | 내동리 (內洞里)        | 내남리 (內南里)        | 내서리 (內西里)        | 내북리 (內北里)        | 외남리 (外南里)        | 색곤리 (塞昆里)        | 남천리 (南川里)        | 외중리 (外中里)        | 외서리 (外西里)        | 향교리 (鄕校里)        | 사직리 (社稷里)        | 예동리 (禮洞里)        | 덕명리 (德明里)        | 녹사리 (綠沙里)        |                        | 화동리 (和洞里)        | 상운리 (上雲里)        | 하운리 (下雲里)        |                        |
| 1916년                 | 덕월리 (德月里)        | 덕월리 (德月里)        | 황강리 (黃崗里)        | 황강리 (黃崗里)        | 적벽리 (赤壁里)        | 적벽리 (赤壁里)        | 성남리 (城南里)        | 벽성리 (碧城里)        | 벽성리 (碧城里)        | 제안리 (齊安里)        | 예동리 (禮洞里)        | 예동리 (禮洞里)        | 예동리 (禮洞里)        | 예동리 (禮洞里)        | 천황리                 | 성북리 (城北里)        | 성북리 (城北里)        | 운봉리 (雲峰里)        | 신상리 (新上里)        |

황주군에는 1읍(황주읍)과 11면(인교·귀명·도시·주남·청룡·삼용·영농·구성·청수·흑교·천주), 28리(신상리, 선봉리, 순천리, 침촌리, 구포리, 포남리, 청룡리, 대동리, 삼전리, 철도리, 장천리, 삼정리, 석산리, 룡궁리, 청운리, 석정리, 인포리, 광천리, 장사리, 금석리, 흑교리, 룡천리, 고연리, 내외리, 외상리, 삼훈리, 천주리, 은성리)를 관할한다. 이후 북한은 1952년 군을 황해북도에 편입시키고 금봉리·칠봉리를 연탄군에, 문현리를 봉산군에 편입시키는 등 행정구역 개편을 단행했다.

## 관광
명승고적으로는 정방산성과 성불사, 화주 유물포사탑(遺物包舍塔), 심원사 보광전(心源寺普光殿), 황주성지, 기자묘, 지석군 등이 있다. 성불사 극락전과 응진전, 화주 유물포사탑, 심원사 보광전은 국보로 지정되었다.

## 산업
도내 제2위의 밭면적을 갖고 조·콩·밀·수수·팥 등 전국적 잡곡산지를 이루고, 쌀의 산출도 적지 않다. 특히 사과는 국내 각지는 물론 일본·만주에 다량 수출되었다. 축산물로는 체구가 큰 우량 소의 산지로 유명하고 기타 돼지·닭의 사육도 성하다.지하자원으로는 철광·중정석·석고·방해석·공작석 등의 매장이 있고, 특히 철광의 매장이 많아 황철광이 황주광산에서, 침철광이 송림·황주·흑교 등 광산에서 산출이 많고, 방해석은 송림·구성, 공작석은 송림시, 석고는 천주, 중정석은 구성에서 각각 산출한다. 공업은 소림에 거대한 제철소가 있어 제철·제강·각종 강재·코크스·황산 암모니아 등 공업이 있고, 황주에서는 사과주 양조를 행한다.

## 출신 인물
- 황보림(1333~1394): .고려말 조선초의 무신
- 창선군(?~1471): 의안대군 이화의 손자이며 순천군의 차남
- 조동순(1901(?)~1937): 황해도 평의원이자 사업가

## 같이 보기
- 황주군 (대한민국)